# Луково (Новгородская область)
Луково — деревня, расположенная в западной части Любытинского района Новгородской области.
Деревня расположена в 12 километрах от районного центра Любытино на берегу реки Мста. На противоположном берегу Мсты — деревня Коромыслово.
Высота над уровнем моря 57 метров. Количество строений — 33, из них жилых строений — 21. 

## Население
| 2010 |
| ---- |
| 7    |

## История
В XX веке в деревне имелся магазин, сельский совет, клуб, медицинский пункт, машинно-тракторная станция, кузница, амбары, зернохранилище и элеватор, пилорама, что выгодно отличало Луково от окружающих деревень. На восточной оконечности Луково стояла начальная школа. В 1994 году был сдан в эксплуатацию подвисной мост, соединивший Луково со стоящей на другом берегу реки деревней Коромыслово. В нескольких метрах от школы расположен обелиск Памяти Советского Солдата.
В окрестностях деревни в 2000 году проходили съемки одной из серий сериала «Агент национальной безопасности».
К 2018 г. в Луково возведены три новых жилых дома.
На территории деревни находятся древние памятники архитектуры — славянские сопки (5300001103,  5300001104  https://ru-monuments.toolforge.org/archive.php?id=5300001103). 
С 2011 года участки земли бывшего советского совхоза активно раскупаются под застройку дач. В настоящее время, в деревне Луково не осталось коренного населения.  